# Tissot Arena
La Tissot Arena è un impianto sportivo polivalente localizzato a Bienne, nel Canton Berna. È attualmente utilizzato dall'FC Biel/Bienne per il calcio e l'EHC Bienne per l'hockey, oltre che ad avere una pista di curling.